# МИРБИС
Московская международная высшая школа бизнеса «МИРБИС» — российское высшее учебное заведение и первая в России независимая частная бизнес-школа для подготовки кадров по квалификации MBA, основана в рамках межправительственного соглашения СССР и Италии. МИРБИС разрабатывает и реализует программы бизнес-образования: МВА, Executive MBA, выступает организатором семинаров и мастер-классов с участием экспертов.

## История
Московская международная высшая школа бизнеса «МИРБИС» создана в 1988 году. Основанием для организации школы послужило советско-итальянское межправительственное соглашение. Учредителями на тот момент выступили Российская экономическая академия им. Г.В. Плеханова и Итальянское общество экономических исследований «НОМИЗМА» в лице президента Европейской комиссии, премьер-министра Италии Романо Проди – почетного профессора, сооснователя МИРБИС. 
В 1990 году бизнес-школой МИРБИС впервые в России разработана программа магистра делового администрирования (МВА). МИРБИС стала первой отечественной частной бизнес-школой, получившей международную аккредитацию AMBA. (Программы магистратуры, МВА и Executive MBA).
В 1991 году МИРБИС развернула программу по переподготовке военнослужащих «ДЕМОС» («Демилитаризация. Образование. Сотрудничество»), в рамках которой осуществлялась социальная адаптация офицеров Советской армии для гражданской жизни. Обучение прошли офицеры Балтийского и Северного флотов ВМФ, раненые в госпиталях и военнослужащие космодрома Байконур.
В 1994 году МИРБИС стала российским региональным экзаменационным центром Института Коммерческого Менеджмента (Великобритания). В структуре МИРБИС организован Японский образовательный центр менеджмента.
В 1998 году институт назначен исполнителем государственного плана по программе подготовки специалистов для народного хозяйства Российской Федерации (указ президента РФ от 23.07.1997 № 774). Одновременно сформирован Центр развития человеческих ресурсов, который занимается проблемами подготовки и переподготовки управленческих кадров.
В 2002 года эксперты департамента управления качеством программ министерства образования Великобритании аккредитовали программу МВА с правом получения двойного диплома МВА – МИРБИС и London Metropolitan University.  Реализация программы приостановлена по инициативе британской стороны в 2016 году (в связи с реорганизацией LMU).
С 2003 года МИРБИС реализует программу профессиональной переподготовки высшего управленческого звена – Executive MBA.
В 2010 году школа по итогам конкурса стала российским оператором президентской программы подготовки управленческих кадров, организатором зарубежных стажировок по государственному контракту.
В 2011 году Институт выступил соучредителем международного образовательного консорциума «EMBA Global». Партнерами МИРБИС по консорциуму стали Alma Graduate School Болонского Университета (Италия), Chapman Graduate School of Business (США), School of Business Chongqing University (Китай), University of Stellenbosch Business School, Стелленбош, ЮАР, Lucas Graduate School of Business, Сан-Хосе, США, и др.
В 2016 году Рособрнадзор лишил МИРБИС свидетельства о государственной аккредитации программ высшего образования, которое подтверждает соответствие деятельности вуза федеральным государственным образовательным стандартам.
В 2017 году МИРБИС прошел государственную аккредитацию по программам бакалавриата и магистратуры (приказ Рособрнадзора от 29.11.2017 г. № 1989). Студенты МИРБИС, проходящие обучение по указанным программам, по окончании обучения претендуют на получение дипломов, образцы которых утверждены Министерством образования и науки Российской Федерации (государственный диплом). Кроме того, Институт имеет право гарантировать обучающимся по очной форме обучения отсрочку от службы в Вооруженных силах РФ по призыву.
Осенью 2018 года Высшая школа бизнеса МИРБИС отметила 30-летие успешной деятельности; новым Ректором стал один из учредителей МИРБИС - предприниматель Николай Цветков.
В 2019 году британская АМВА аккредитовала МИРБИС и программы МВА и ЕМВА на новый 5-летний срок. Программы MBA и Executive MBA также прошли общественно-профессиональную аккредитацию НАСДОБР и получили ее на 5 лет! МИРБИС стал лауреатом Третьей всероссийской премии "Эффективное Образование 2019" в номинации «Лучшая программа Executive MBA».
Более 300 слушателей программ дополнительного образования (президентская программа, МВА и ЕМВА) поступили в сложном 2020 году.
10-я международная неделя Консорциума Global Executive MBA впервые прошла в онлайне. Лекции, семинары и онлайн-презентации компании посмотрели более 500 руководителей - слушателей программ ЕМВА.
В 2020 и 2021 годах МИРБИС укрепил позиции в народном рейтинге:  занял 2-е место среди 50 бизнес-школ России. В этом же году Московская международная высшая школа бизнеса «МИРБИС» (Институт) принята в Ассоциацию бизнес-выпускников (BGA).
2021 год стал годом восстановления после ковидных ограничений: состоялись несколько запусков корпоративных программ обучения - руководителей дорожно-строительной компании «Автобан» (по программе MBA), компании STEP LOGIC по программе повышения квалификации «Инструменты оперативного менеджмента» (2 потока), двух ведущих банков (топ-5) по программам мини-МВА. Запущено партнерство с Ассоциацией директоров по развитию. Организован и проведен Всероссийский обучающий конкурс-фестиваль финансовой культуры, который собрал более 29 тысяч онлайн-посетителей. В декабре 2021 г. стартовал Клуб выпускников Executive MBA и руководителей высшего звена (Executive Club).
В 2022 году МИРБИС стал лауреатом двух премий на всероссийском конкурсе «Эффективное образование»: «Бизнес-школа года 2022» и «Лучшая программа Executive МВА 2022».
2023 год - год 35-летнего юбилея и ярких событий для МИРБИС:
- 20 лет программе Executive MBA (для руководителей и собственников бизнеса)
- 50-я группа Executive MBA стартовала в МИРБИС 26 мая
- 305-й выпуск по программам МВА отметили в МИРБИС
- Проведена первая профессиональная  Международная конференция «Маркетинговые решения – 2023», собравшая более 150 участников
- Новая программа для руководителей «Эффективные инструменты управления» дополнила линейку программ профессиональной переподготовки (старт - 20 мая 2023 г.)
- Три направления стажировок в РФ для слушателей ЕМВА организованы МИРБИС: предприятия в Подольске, Рязани, Казани, Елабуге, а также поездка в Карелию с отработкой техник управления и кайдзен.

В 2024 году дан старт закрытому сообществу выпускников МВА Планета МИРБИС. Школа празднует 15-летие сотрудничества с ЦБО - Екатеринбург и запускает 22-ю группу МВА в Екатеринбурге! 
В 2024 году МИРБИС проходит профессиональный аудит программ МВА и ЕМВА: переаккредитация в Национальном совете по деловому и управленческому образованию (НАСДОБР) на максимальный срок в 5 лет! 
В декабре 2024 г. Школу бизнеса вновь отмечают премией "Эффективное образование" в номинации "Бизнес-школа года", а также в рамках премии "Бренд года" в номинации "Деловое совершенство". 
В 2025 году дан старт программе доктора бизнес-администрирования (DBA)!

## Рейтинги
В 2023/2024 годах МИРБИС отмечен:
- ТОП-10 бизнес-школ России, активных в глобальном пространстве.
- 11-я строчка в ТОП-20 глобального «Рейтинга предпринимательских бизнес-школ и университетов − 2023» аналитического центра «Эксперт»
- Лауреат премии «Эффективное образование-2023». Номинация: «Лучшая программа МВА» и "Бизнес-школа года".
- Гран-при премии «Смарт пирамида» 2023 - «Бизнес-школа года»
- Премия "Бренд года" в номинации "Деловое совершенство"
- "Школа бизнеса со значительным международным влиянием - 2024" (международное ренкинговое агентство EdUniversal).

В 2020-2024 гг. МИРБИС уверенно держится на 2-м месте народного рейтинга бизнес-школ России
В 2017 году МИРБИС занял 2-е место в "Народном рейтинге" российских школ МВА, подготовленном порталом "МВА в Москве и России" при поддержке РБК+.
В 2017 году в международном рэнкинге бизнес-школ EdUniversal МИРБИС занял 3-е общее место по России и 1-е место в категории "4 пальмы - Школа бизнеса со значительным международным влиянием".
В 2012 году МИРБИС признан «самой известной российской школой бизнеса» в рейтинге Российской Лиги MBA и портала Superjob.ru. Институт упомянули 30% опрошенных российских топ-менеджеров, на втором месте по известности была указана Высшая школа экономики (21%).
В 2008 году издательский дом «Коммерсантъ» в рейтинге журнала «Секрет Фирмы» указал МИРБИС лучшей бизнес-школой по мнению работодателей, тогда же институт занял 2-е место в номинациях рейтинга бизнес-школ журнала "Финанс".

## Структура и руководство
Ректор Института МИРБИС - Николай Цветков. Советником Ректора и соучредителем является доктор экономических наук, профессор Станислав Савин.
В структуру МИРБИС в 2024/2025 году включены:
- Московская международная высшая школа бизнеса (программы повышения квалификации и переподготовки, вкл. МВА, ЕМВА, DBA)
- Институт высшего профессионального образования (магистратура)
- Центр корпоративных программ
- Департамент переподготовки (Президентская программа переподготовки управленческих кадров)
- Центр развития

Материальная часть института включает 9 500 м² собственных учебных и административных площадей, аудитории и залы.

## Известные выпускники
- Котровский Дмитрий Михайлович
- Самохин Андрей Павлович [22]